# Hoeksnelheid
De hoeksnelheid van een roterend object of van een punt dat een cirkelvormige beweging beschrijft, is de verandering in de tijd van de doorlopen hoek, anders gezegd de afgeleide van die hoek naar de tijd. De eenheid waarin de hoeksnelheid wordt uitgedrukt in het SI stelsel is radialen per seconde.
Algemeen geldt: als de draaiing beschreven wordt door de hoek {\displaystyle \varphi (t)} op het tijdstip {\displaystyle t,} dan is de hoeksnelheid op dat tijdstip:
{\displaystyle \omega _{\varphi }(t)={\frac {\mathrm {d} \varphi (t)}{\mathrm {d} t}}}
Is de draaiing eenparig, dan is de hoeksnelheid constant en eenvoudig de per tijdseenheid doorlopen hoek. De hoeksnelheid wordt vaak aangeduid met het symbool {\displaystyle \omega } (omega). Als de frequentie van de draaiing {\displaystyle f} is, dus {\displaystyle f} keer per tijdseenheid wordt een cirkel doorlopen, dan 
is de periode, de tijd nodig voor één rondgang:
{\displaystyle T={\frac {1}{f}}}.
Er geldt dus:
{\displaystyle \omega =2\pi f={\frac {2\pi }{T}}}.
Om driedimensionale ruimteberekeningen uit te kunnen voeren, is de hoeksnelheid gedefinieerd als een vector langs de omwentelingsas. Deze vector wordt gegeven door de volgende vergelijking:
{\displaystyle {\boldsymbol {\omega }}={\frac {\mathbf {r} \times \mathbf {v} }{\|\mathbf {r} \|^{2}}}}

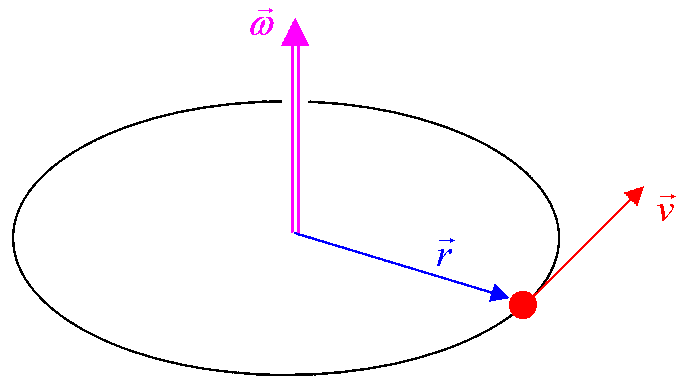

In deze vergelijking veranderen zowel de vector {\displaystyle \mathbf {v} } als de vector {\displaystyle \mathbf {r} } voortdurend van richting, beide draaien met de draaiing mee. De vector {\displaystyle {\boldsymbol {\omega }}} daarentegen blijft, als de draaiing stationair is, altijd dezelfde richting en grootte hebben. De richting van de vector {\displaystyle {\boldsymbol {\omega }}} wordt gevonden door op bovenstaand kruisproduct de kurkentrekkerregel of rechterhandregel toe te passen. Daarmee is de hoeksnelheidsvector niet werkelijk een vector, maar een pseudovector. Een andere manier om de richting van {\displaystyle {\boldsymbol {\omega }}} te vinden is het toepassen van de kurkentrekkerregel op de cirkelbeweging zelf.
Er is een verband tussen de hoeksnelheid en de omtrekssnelheid van een punt op de omtrek van een lichaam straal {\displaystyle r}:
{\displaystyle \mathbf {v} ={\boldsymbol {\omega }}\times \mathbf {r} }
De eenheid in het SI-stelsel van snelheid is [v] = m/s.

## Eenheden
De hoeksnelheid kan in verschillende eenheden worden uitgedrukt, bijvoorbeeld
- In radialen per seconde, de SI-eenheid: {\displaystyle \omega =2\pi /T}, met {\displaystyle T} de tijd in seconden die het object nodig heeft om 1 omwenteling te maken.
- In graden per seconde: {\displaystyle \omega =360^{\circ }/T}.

Het aantal omwentelingen per tijdseenheid kan ook in verschillende eenheden worden uitgedrukt, bijvoorbeeld
- in omwentelingen per seconde, uitgedrukt in hertz,
- in omwentelingen per minuut: het aantal omwentelingen per minuut. Deze eenheid is in de motor- en voertuigtechniek gebruikelijk.

Beide grootheden hebben als dimensie het omgekeerde van de tijd, want zowel een hoek als een aantal omwentelingen is dimensieloos. Strikt genomen kan {\displaystyle {\text{rad}}} daarom worden weggelaten, omdat het dimensieloos is met numerieke waarde 1 en kan hertz ook worden geschreven als het omgekeerde van seconde, maar voor de duidelijkheid over de grootheid waarom het gaat worden deze aparte eenheden gebruikt. 360° komt overeen met {\displaystyle 2\pi \ {\text{rad}}}, dus is een graad dimensieloos met numerieke waarde {\displaystyle \pi /180}.